# Логор Мусала
Логор Мусала је био заробљенички логор у Коњицу, у Босни и Херцеговини, којим је управљала Армија Републике Босне и Херцеговине (АРБиХ) који је кориштен за заточење Срба и Хрвата из БиХ.

## Историја
Српски заробљеници су првобитно заробљени током заједничких војних операција које су извеле заједничко Хрватско вијеће обране (ХВО) и босанске Територијалне обрамбене снаге (ТО) у селима око општине Коњиц у мају 1992. године. Док су многи мушкарци одведени у логор Челебићи, неки су превезени у спортску дворану Мусала у Коњицу. Спортска хала је преуређена у притворски објекат. Са Хрватско-бошњачким ратом логор би се користио и за заточење Хрвата од стране АРБиХ.
Према речима сведока, 15. јуна 1992. године заточеницима је наређено да заузму своја места у логорској теретани током гранатирања логора од стране АРБиХ, чиме су били онемогућени да се заклоне док су стражари у логору отишли да се заклоне на безбедније место. Услед тога је убијено 13 српских заробљеника, док је десетине других тешко или лакше рањено.
У јулу 2013. Ибро Мацић, бивши припадник АРБиХ, оптужен је за нечовечно поступање и малтретирање затвореника у логору од априла до октобра 1993. године. Према оптужници, Мацић је, заједно са још неким припадницима Армије БиХ, наредио сексуалне нападе на четири затвореника. Били су тучени, сексуално злостављани и спаљивани су им гениталије. Мацић је 2015. године осуђен на десет година затвора након што је проглашен кривим за учешће у малтретирању и физичком, психичком и сексуалном злостављању више затвореника Срба и Хрвата. Мацић је проглашен кривим и за масакр четири старије Српкиње у селу Блаца.
Бивши војни полицајац Едхем Жилић оптужен је 2016. године за ратни злочин против цивилног становништва на подручју Коњица, укључујући премлаћивање и злостављање заточеника Хрвата и Срба у логору. Жилић, који је био вршилац дужности управника објекта, осуђен је у новембру 2017. и осуђен на девет година; казна му је смањена након жалбе на шест година у мају 2018. године.